# Simon din Cirene

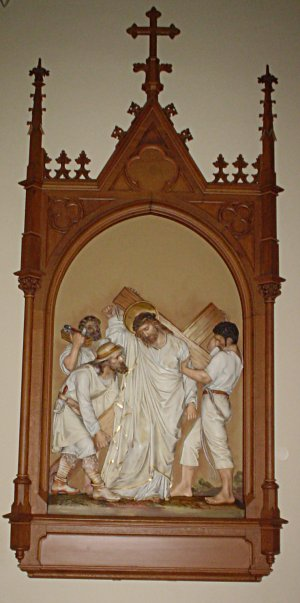
A cincea oprire a Crucii, arătându-l pe Simon din Cirene ajutându-l pe Cristos să-și poarte crucea. Catedrala Sf. Rafael, Dubuque, Iowa.

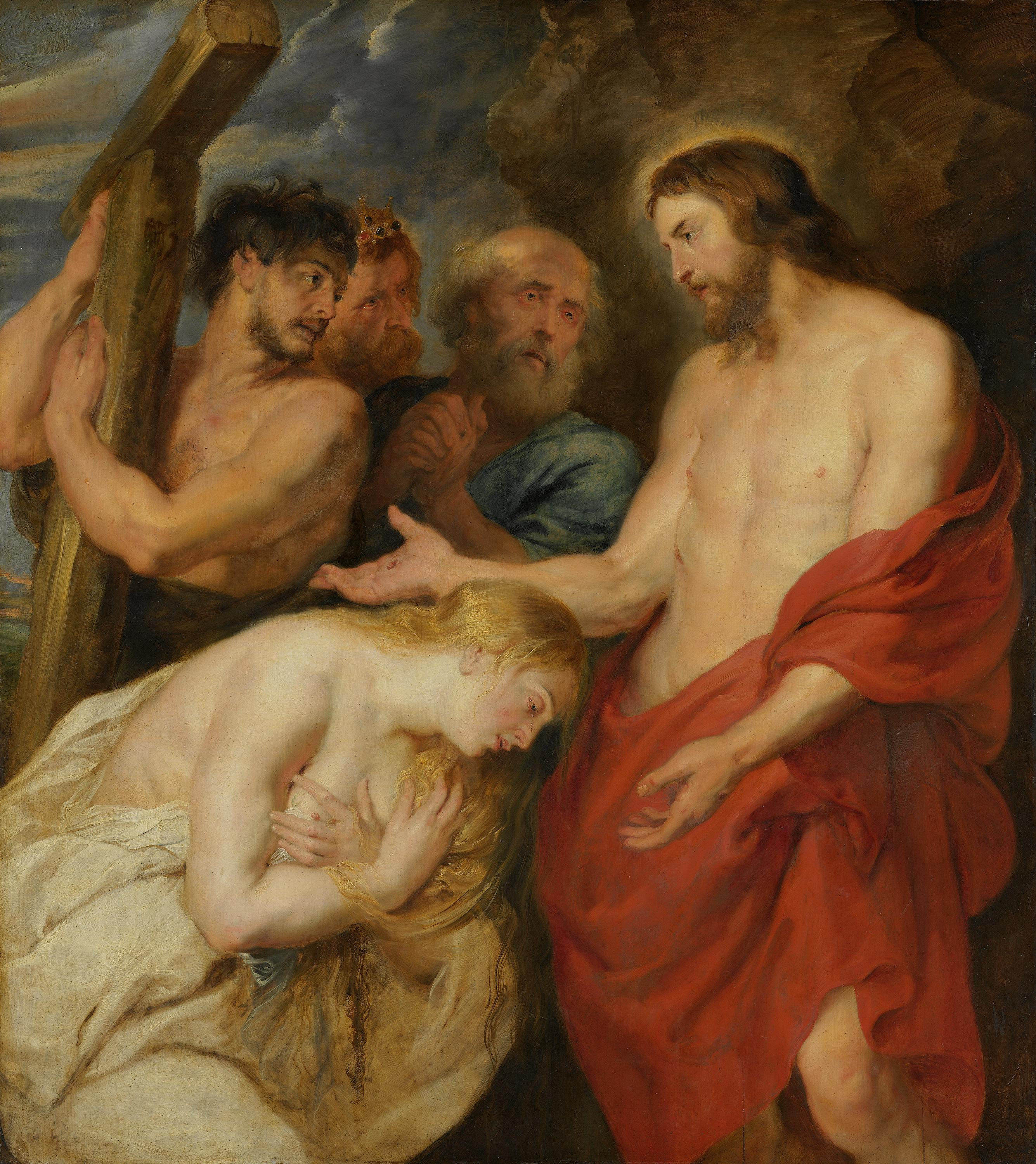
Pictură de Rubens reprezentând scena din Luca 23:26: „Și pe când Îl duceau, oprind pe un oarecare Simon Cirineul, care venea din țarină, i-au pus crucea, ca s-o ducă în urma lui Iisus.”

Simon din Cirene (în ebraică שמעון „ascultare”, în ebraica standard Šimʿon, în ebraica tiberiană Šimʿôn; în greacă Σίμων Κυρηναῖος, Simōn Kyrēnaios) a fost bărbatul obligat de romani să ducă crucea lui Iisus pe drumul către Golgota unde Isus urma să fie răstignit, potrivit celor trei evanghelii sinoptice. „Și ieșind, au găsit pe un om din Cirene, cu numele Simon; pe acesta l-au silit să ducă crucea Lui.” (Matei 27:32)

## Context istoric
Cirene era situată în Africa de Nord, în partea de est a Libiei. Oraș grecesc din provincia Cirenaica, el a avut o comunitate de evrei, unde 100.000 de evrei din Iudeea au fost obligați să se stabilească în timpul domniei lui Ptolemeu Soter (323-285 î.Hr.), și a fost unul dintre primele centre ale Creștinismului.
Evreii cirenieni aveau o sinagogă în Ierusalim, unde veneau mulți dintre ei pentru a lua parte la sărbătorile anuale.
Fapta lui Simon de purtare a crucii, patibulum, pentru Iisus este cea de-a cincea sau a șaptea oprire de pe Drumul Crucii. Unii interpretează pasajul ca indicând faptul că Simon a fost ales pentru că el ar fi putut să arate compasiune pentru chinurile lui Iisus. Alții subliniază că textul în sine nu precizează nimic, că el nu a avut posibilitatea de a refuza, și că nu există nici o bază pentru a considera purtarea crucii ca un act de generozitate acceptat din compasiune.
Marcu 15:21 îl identifică pe Simon ca „tatăl lui Alexandru și al lui Ruf”. Tradiția afirmă că ei au devenit misionari; includerea numelor lor poate sugera că aceștia au făcut parte din comunitatea creștină timpurie de la Roma. S-a sugerat, de asemenea, că Ruf (în greacă: Ῥοῦφον sau Rhouphon) menționat de Pavel în Romani 16:13 este fiul lui Simon din Cirene. Unii cercetători biblici îl asociază, de asemenea, pe Simon însuși cu „oamenii din Cirene” care au predicat Evanghelia la greci în Fapte 11:20. Pe de altă parte, numele Simon nu demonstrează că el era evreu, iar Alexandru și Ruf erau nume frecvente și s-ar putea să se refere la alte persoane.
Arheologul evreu E. L. Sukenik a descoperit în 1941 o peșteră în Valea Chedron, care aparținea evreilor cirenieni și data înaintea anului 70, aici fiind găsit un osuar care conținea de două ori aceeași inscripție în limba greacă „Alexandru, fiul lui Simon”. Nu poate fi sigur, totuși, că această inscripție s-ar referi la aceeași persoană.
Cirene a fost destinația presupusă a mai multor „sicari” (lit. bărbați cu pumnale) care au fugit de legiunile romane în vremea Marii Revolte a Evreilor. Acest lucru a grăbit mai târziu continuarea insurecției evreiești în timpul domniei lui Traian și Hadrian.
Potrivit unei opinii formulate de Anne Catherine Emmerich, Simon era un păgân. Romanii l-au recunoscut că nu era evreu, după îmbrăcăminte, și apoi l-a ales pentru a-l ajuta pe Iisus să ducă crucea.

## Mișcarea cireniană
Mișcarea simoniană sau cireniană, cu centrul în Marea Britanie și Irlanda, și-a luat numele de la Simon din Cirene. Ea are ca principiu călăuzitor „împărțirea poverii” pe care îl folosește pentru a explica abordarea sa față de furnizarea de servicii pentru persoanele fără adăpost și pentru alte grupuri dezavantajate din societate, folosind adesea voluntari.

## Opinii gnostice
Potrivit unor tradiții gnostice, Simon din Cirene, identificat în mod greșit, a suferit evenimentele care au dus la răstignire, și a murit pe cruce în locul lui Isus. Aceasta este povestea prezentată în cel de-al Doilea Tratat al Marelui Seth, deși nu este clar dacă Simon sau o altă persoană chiar a murit pe cruce. Aceasta provine dintr-o credință împărtășită de unii gnostici că Isus nu avea un corp format din carne, ci că a luat doar aparența de carne (vezi, de asemenea, articolele Basilides și Irineu de Lyon, precum și ipoteza leșinului pe cruce).
Basilides, autorul Evangheliei după Basilides, este considerat de Irineu ca predicând o doctrină docetică a patimilor lui Hristos. El promovează învățătura că Hristos Isus, ca o ființă complet divină, nu putea suferi durere fizică și nu a murit pe cruce; persoana crucificată ar fi fost, de fapt, Simon din Cirene.
El părea pe pământ ca fiind un om, față de toate neamurile acestor puteri și făcea minuni. Însă nu el a suferit moartea, ci Simon, un om din Cyrene, care a fost silit să poarte crucea în locul său. Acesta a fost mai târziu transfigurat de către el, încât puteai gândi că este Iisus și a fost crucificat, din neștiință și ură. După aceasta Iisus însuși luând forma lui Simon, sta alături și râdea de ei. Irineu de Lyon, Aflarea și respingerea falsei cunoașteri sau Contra ereziilor, Vol. 1, Teologie pentru azi, București, 2007, p. 128

## În cultura populară
Poetul Ridgely Torrence a scris o piesă intitulată Simon the Cyrenian. O reprezentație produsă de YWCA în 1920 a fost regizată de Dora Cole, sora compozitorului Bob Cole, și l-a avut în rolul titular pe Paul Robeson.
Sidney Poitier l-a interpretat pe Simon din Cirene în The Greatest Story Ever Told care a fost regizat de George Stevens și lansat în 1965. Acest lucru poate fi considerat credibil datorită faptului că evangheliile sinoptice relatează că un străin din Africa de Nord care ar fi fost alături de Isus pe Via Dolorosa. Pe de altă parte, filmul contemporan Regele regilor a avut un soldat afro-american în scena biciuirii lui Isus.
Filmul Patimile lui Hristos îl portretizează ca un evreu obligat pe romani să poarte crucea, care la început nu a vrut să o facă, dar pe drumul până la Muntele Golgota a arătat compasiune pentru Isus și l-a ajutat să o ducă până în vârful dealului.